# Stepan Kubiv
Stepan Ivanovitj Kubiv (ukrainska: Степан Іванович Кубів) född 19 mars 1962, är en ukrainsk politiker. Han blev 1:e vice premiärminister och ekonomiminister 14 april 2016. Han var tidigare Ukrainas centralbankschef.